# 熊本市立中緑小学校
熊本市立中緑小学校（くまもとしりつ なかみどりしょうがっこう）は、熊本県熊本市南区美登里町にある公立小学校。

## 沿革
- 1875年（明治8年） - 公立人民学校創立
- 1881年（明治14年） - 公立中田小学校創立（中無田）
- 1882年（明治15年） - 公立緑川小学校創立（美登里）
- 1886年（明治19年） - 村立中緑東部小学校に改称
- 1898年（明治31年） - 中緑尋常小学校創立
- 1941年（昭和16年） - 中緑国民学校に改称
- 1947年（昭和22年） - 中緑村立中緑小学校に改称
- 1956年（昭和31年） - 天明村立中緑小学校に改称
- 1971年（昭和46年） - 天明町立中緑小学校に改称
- 1991年（平成3年） - 熊本市と合併し熊本市立中緑小学校と改称